# Museu do Ceará

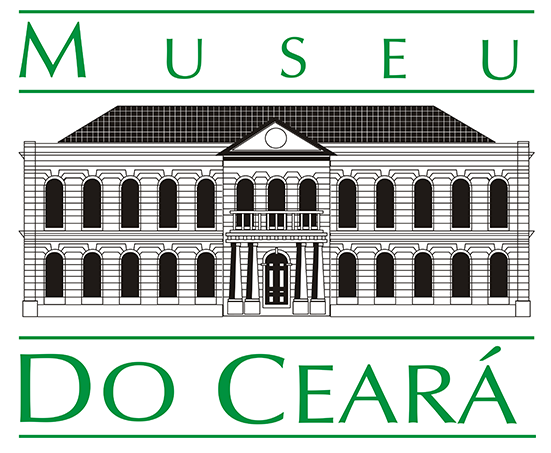
Logo.

O Museu do Ceará está localizado na cidade de Fortaleza que abriga um acervo de mais de 13 mil peças distribuídas em três importantes coleções que contam a história do Ceará: Paleontologia, Arqueologia/Antropologia Indígena e Mobiliário.
Exibe exposições temáticas permanentes, com temas de interesse da história do Ceará, tais como os poderes constituídos, as lutas e revoltas populares, a religiosidade, a produção intelectual e a irreverência do cearense.

## História
O Museu do Ceará atual tem suas coleções originadas no primeiro museu do Ceará, pertencente ao médico Joaquim Antônio Alves, que, em 1873, organizou uma coleção de objetos e fragmentos da natureza. Essa coleção compôs o Museu Provincial, que funcionou entre 1875 e 1885 como uma das dependência do Gabinete Cearense de Leitura. A partir de 1894, Francisco Dias da Rocha formou uma coleção para o Museu Rocha, que funcionou até 1950.
O Museu Histórico do Ceará só foi criado em 1932, pelo então governador Roberto Carlos Vasco Carneiro de Mendonça. Foi criado conjuntamente com o Arquivo Público do Estado. Em 1951, o Arquivo Público foi transferido para o Palácio Senador Alencar, ficando o museu no edifício da Praça da Sé até 1957, passando para a tutela do Instituto do Ceará. Em 1955, houve a incorporação de novas peças ao acervo, as coleções indígenas do antigo Museu do Instituto e do Museu Rocha, e este último passou à denominação de Museu Histórico e Antropológico do Ceará. 
Em 1967, o museu voltou para a tutela do estado vinculado à Secretaria de Cultura do Estado do Ceará (Secult). Em 1973, o Palacete Senador Alencar foi tombado como Monumento Nacional pelo IPHAN. Em 1990, na gestão do governador Tasso Jereissati, foi restaurado e passou a ser sede do atual Museu do Ceará. Foi reinaugurado em 25 de março de 1998, na comemoração dos 144 anos da abolição da escravatura no Ceará. O majestoso edifício foi, então, adaptado para o funcionamento do museu e, desde 1998, abriga exposições de longa e curta duração. Em 2001, foi criada a Sala Paulo Freire, que sedia palestras, cursos e seminários. No ano seguinte, foi aberto o Memorial Frei Tito, uma homenagem ao religioso que viveu durante o regime militar instaurado no país em 1964. O Museu do Ceará possui, ainda, Reserva Técnica, sala do Núcleo Educativo, sala da administração e biblioteca. Tem ainda em sua coleção um acervo plumário que também foi tombado pelo IPHAN.

## Palácio Senador Alencar
A antiga Assembleia Provincial do Ceará foi transferida após a construção do prédio durante os anos de 1856 e 1871. Segundo o relatório do presidente da província, Dr. Joaquim Vilela de Castro Tavares, até então a Assembleia Provincial ocupava um edifício "que mais parecida destinado às sessões de alguma municipalidade de aldeia". Em 1856, o presidente do Conselho da Intendência Municipal, Vicente Pires da Mota, mandou levantar a planta do edifício e encarregou o presidente da Câmara Municipal, Antônio Rodrigues Ferreira, de adquirir as casas denominadas "quartos da Agostinha", movimentado ponto de venda de alguns gêneros alimentícios, para instalação da futura sede da Assembleia Provincial. A obra foi iniciada em 25 de outubro de 1856, a cargo do empreiteiro Joaquim da Fonseca Soares e Silva. O edifício serviria à Assembleia Legislativa do Ceará e ao Liceu, entretanto, em 1 de julho de 1858, em relatório do presidente, a Assembleia resolveu destinar outro local ao Liceu, ficando a edificação para uso exclusivo do Legislativo. 
Entre os anos de 1857 e 1863, a referida obra esteve paralisada. Posteriormente, o projeto e a execução da obra foram incumbidos ao engenheiro Adolpho Herbster, o qual elaborou as plantas a partir dos alicerces já prontos da primeira fase da construção. 
Sua inauguração ocorreu em 4 de Julho de 1871, na qual estiveram presentes políticos ilustres, como o deputado Gonçalo Baptista Vieira, o Barão de Aquiraz, e o presidente da Província do Ceará. O local foi denominado Palacete Senador Alencar, em justa homenagem a José Martiniano Pereira de Alencar, famoso político do Império, pai do romancista José de Alencar. O edifício também abrigou a Faculdade de Direito, a Biblioteca Pública, a Academia Cearense de Letras, o Instituto do Ceará e o Tribunal Regional Eleitoral.

### Características do prédio
A edificação neoclássica que acomoda o Museu do Ceará apresenta-se isolada do entorno, sem recuos e de planta retangular com acessos nas quatro laterais. A tipologia e natureza dos adornos é semelhante entre o primeiro pavimento e o pavimento térreo. A diferença no que diz respeito às esquadrias é a presença de gradil trabalhado fechando as esquadrias superiores, como peitoris de sobrados; já no pavimento térreo as aberturas são fechadas somente com esquadrias mistas de madeira e vidro. O acesso principal é bem marcado pela presença de colunatas dóricas que suportam o avarandado do pavimento superior, avarandado encerrado por balaustrada e a presença de frontão triangular onde se vê o Brasão da República. O revestimento das paredes possui frisos horizontais negativos que convergem para os arcos das aberturas de forma radial; a marcação vertical das fachadas fica por conta de pilares ligeiramente sacados, já a horizontal limita bem os dois pavimentos e é constituída por uma cornija ao centro e outra ao topo na platibanda.

### Tombamento patrimonial
A edificação é protegida pelo Tombo Federal: Processo nº 863-T 72, Livro do Tombo Histórico, Inscrição nº 440, Fls. 72; Livro do Tombo das Belas Artes, Inscrição nº 502, data: 28 de fevereiro de 1973. É considerado o marco oficial do estilo neoclássico brasileiro.